# Dana Cameron
Dana Cameron (Nuova Inghilterra, 1965) è un'archeologa e scrittrice statunitense di narrativa gialla.

## Biografia
Nata nel 1965 in Nuova Inghilterra, vive e lavora nel Massachusetts.
Dopo il dottorato in archeologia, ha lavorato a lungo nell'East Coast spaziando dai siti preistorici a quelli del XIX secolo.
Ha esordito nel 2002 con Site Unseen, prima avventura dell'archeologa Emma Fielding che sarà protagonista di numerosi racconti e romanzi.
Trasposte in tre occasioni in film per la televisione, le sue opere hanno ricevuto numerosi premi quali 4 Anthony Award, 3 Agatha e 3 Macavity.

## Opere principali

### Romanzi

#### Serie Emma Fielding
- Site Unseen (2002)
- Grave Consequences (2002)
- Past Malice (2003)
- La verità perduta (A Fugitive Truth, 2004), Milano, I Classici del Giallo Mondadori N. 1089, 2005 traduzione di Matteo Crea
- More Bitter Than Death (2005)
- Ashes and Bones (2006)

#### Serie Fangborn
- Seven Kinds of Hell (2013)
- The Serpent's Tale (2013)
- Pack of Strays (2014)
- The Curious Case of Miss Amelia Vernet (2014)
- Hellbender (2015)
- Burning the Rule Book (2015)

### Racconti

#### Serie Emma Fielding
- Mischief in Mesopotamia (2012)

#### Serie Fangborn
- The Night Things Changed (2008)
- Swing Shift (2010)
- Love Knot (2011)
- Pattern Recognition (2012)
- Finals (2013)
- The Serpent's Tale (2013)
- The God's Games (2014)

#### Serie Anna Hoyt
- Femme Sole (2009)
- Disarming (2011)
- Ardent (2011)
- Declaration (2014)

#### Altri racconti
- The Lords of Misrule (2007)
- One Soul at a Time (2012)
- Dialing In (2013)

### Antologie
- Mezzanotte di sangue di AA. VV., Roma, Newton Compton, 2011 ISBN 978-88-541-2431-8.

## Televisione
- Site Unseen: An Emma Fielding Mystery, regia di Douglas Barr (2017)
- Past Malice: An Emma Fielding Mystery , regia di Kevin Fair (2018)
- Emma Fielding: More Bitter Than Death, regia di Kevin Fair (2019)

## Premi e riconoscimenti
- Premio Macavity per il miglior racconto: 2009 con The Night Things Changed, 2011 con Swing Shift, 2012 con Disarming
- Premio Agatha per il miglior racconto breve: 2008 con The Night Things Changed , 2011 con Disarming e 2012 con Mischief in Mesopotamia
- Anthony Award per il miglior tascabile: 2007 con Ashes and Bones
- Anthony Award per il miglior racconto: 2011 con Swing Shift, 2012 con Disarming e 2013 con Mischief in Mesopotamia